# Post-Panamax

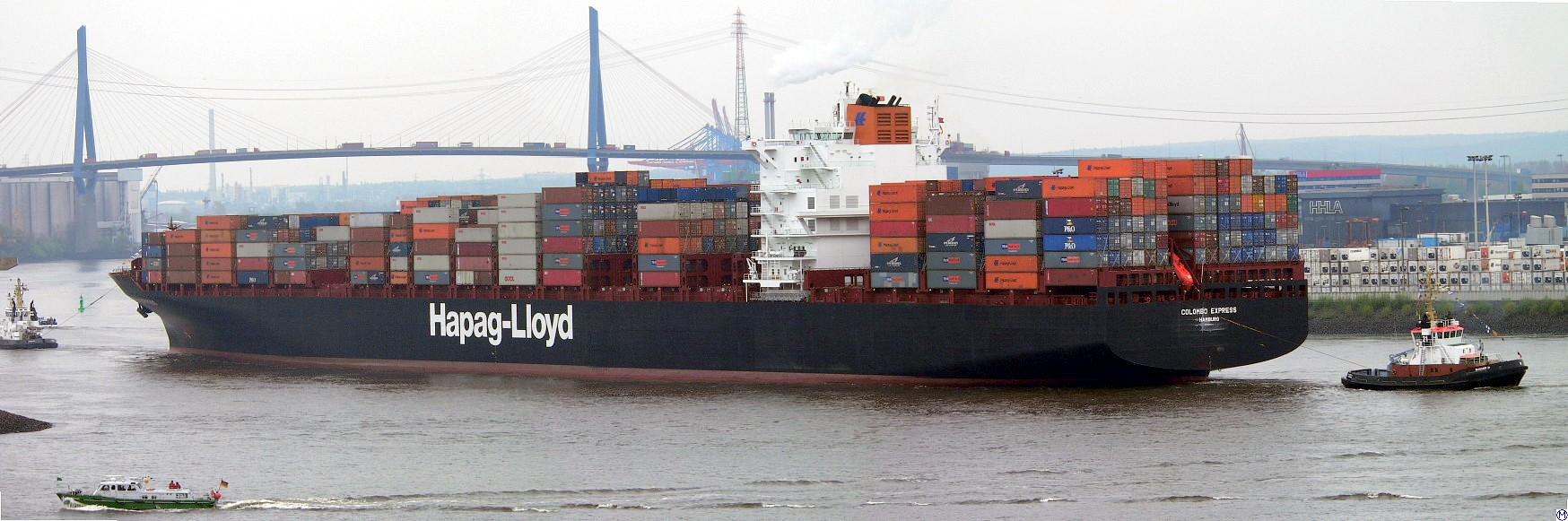
Le Colombo Express, navire typique de taille Post-Panamax

Comparaison de l'encombrement Post-Panamax (ou New-Panamax) à d'autres standards de navires (vue isométrique).

Les navires classés comme Post-Panamax (ou Overpanamax, Postpanamax) ont une taille supérieure à la classe Panamax, c’est-à-dire aux dimensions maximum pour rentrer dans les écluses du canal de Panama.
La taille Panamax, qui a longtemps été un facteur déterminant en architecture navale lors de la détermination de la taille d'un navire cargo, a été remise en question dans les années 1990 en raison de l'accroissement constant du trafic maritime et des volumes de marchandises traités. L'augmentation de taille des navires permettant des économies d'échelle.

## Dimensions
Concrètement, ce terme n'est employé quasiment que pour les porte-conteneurs et les bateaux de croisières : pour les vraquiers et les pétroliers, les termes Suezmax et Capesize sont plutôt employés, et peu d'autres navires atteignent ces dimensions.
Pour les porte-conteneurs, la taille Post-Panamax décrit en fait la limite suivante, correspondant à un maître-bau de 42,80 mètres : cette limite correspond à la portée actuelle de la plupart des portiques de manutention. Certains porte-conteneurs parmi les plus récents (dont la classe de l'Emma Mærsk) ont une largeur encore supérieure, et leurs dimensions sont plutôt de l'ordre du Suezmax voire Malaccamax.